# إيمر محمد قلي أخوند
إيمر محمد قلي أخوند (بالفارسية: ایمر محمدقلی‌آخوند) هي قرية تقع في غلستان في إيران. يقدر عدد سكانها بـ 948 نسمة .